# Françoise Gouny
Françoise Marie Renée Jacqueline Gouny-Guittet (ur. 12 kwietnia 1925 w Paryżu, zm. 24 sierpnia 2009 w Forcalquier) – francuska florecistka, wielokrotna medalistka mistrzostw świata.
Podczas mistrzostw świata w Lizbonie w 1947 roku Francuzki w składzie: Jacqueline Baudot, Renée Garilhe, Françoise Gouny, Alice Karren i Louisette Malherbaud zdobyły srebro w zawodach drużynowych. W rywalizacji drużynowej zdobywała następnie złote medale na mistrzostwach świata w Monte Carlo (1950, skład: Jacqueline Baudot, Odette Drand, Renée Garilhe, Francoise Gouny i Lylian Guyonneau) i mistrzostwach świata w Sztokholmie (1951, skład: Jacqueline Baudot, Odette Drand, Renée Garilhe, Francoise Gouny, Lylian Guyonneau i Thérèse Sanlaville), srebrny na mistrzostwach świata w Kopenhadze (1952) oraz brązowe na mistrzostwach świata w Hadze (1948) i mistrzostwach świata w Luksemburgu (1954).
Wystartowała również na igrzyskach olimpijskich w Londynie w 1948 roku, gdzie indywidualnie odpadła w ćwierćfinałach. Był to jej jedyny start olimpijski.
Jej mąż, Jacques Guittet, także uprawiał szermierkę.